# Epirhyssa flavobalteata
Epirhyssa flavobalteata là một loài tò vò trong họ Ichneumonidae.